# Montclair Art Museum

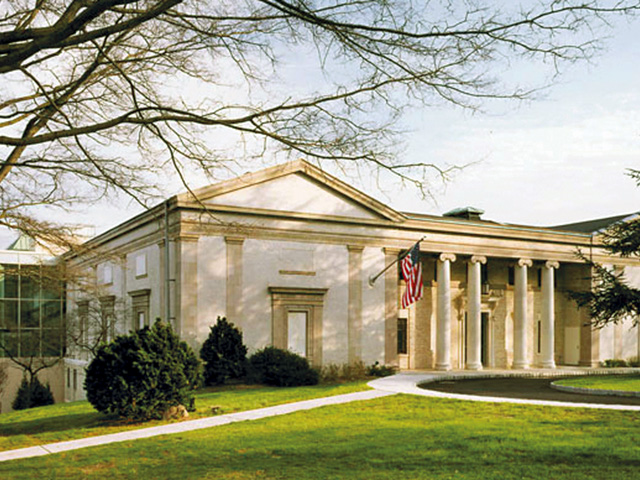
Montclair Art Museum

Das Montclair Art Museum (MAM) ist ein Kunstmuseum in Montclair, New Jersey, USA, das sich auf amerikanische Kunst und Kunst der Native Americans spezialisiert hat. Es wurde 1909 gegründet und 1914 der Öffentlichkeit zugänglich gemacht. Das Museum beherbergt eine Sammlung von über 12.000 Objekten, darunter Gemälde, Drucke, Zeichnungen, Fotografien und Skulpturen.

## Geschichte
Die Gründung des Montclair Art Museum geht auf das Jahr 1909 zurück, als die Montclair Art Association ins Leben gerufen wurde. Dank einer großzügigen Spende von Florence Rand Lang konnte das Museum am 15. Januar 1914 eröffnet werden. Es war das erste öffentlich zugängliche Museum in New Jersey und das erste, das ausschließlich der Kunst gewidmet war.

## Architektur
Das ursprüngliche Museumsgebäude wurde von Albert R. Ross im neoklassizistischen Stil entworfen. Es wurde später erweitert, um den wachsenden Sammlungen und Ausstellungen gerecht zu werden. Das Gebäude wurde am 14. November 1986 in das National Register of Historic Places aufgenommen.  

## Sammlung

### Amerikanische Kunst
Das Montclair Art Museum beherbergt eine Sammlung amerikanischer Kunst vom 18. Jahrhundert bis zur Gegenwart. Die bedeutende Sammlung amerikanischer Kunst des 18. und 19. Jahrhunderts des MAM geht auf eine großzügige Schenkung von 54 Gemälden und zwei Skulpturen zurück, die der Mitbegründer des Museums, William T. Evans, vor seinem Tod im Jahr 1918 machte. Zu den wichtigsten Künstlern der Jahrhundertwende, die in dieser Schenkung vertreten sind, gehören George Inness, Daniel Chester French, Theodore Robinson und Julian Alden Weir sowie Charles Warren Eaton und Frederick Ballard Williams. Durch das Vermächtnis des Künstlers Moses Soyer und seiner Frau Ida wurde die moderne Sammlung 1974 um über 100 Werke von Chaim Gross, Raphael Soyer, Ben Shahn und anderen erweitert. Seit 1985 ist das Museum ein wichtiger Aufbewahrungsort für Gemälde, Zeichnungen, Notizbücher und persönliche Papiere von Morgan Russell, der 1912/1913 Mitbegründer des Synchromismus war, der ersten amerikanischen Kunstbewegung der Moderne, die die Bedeutung der Farbe betonte.
Die Sammlung moderner und zeitgenössischer amerikanischer Kunst des MAM spiegelt die kulturelle Vielfalt der Vereinigten Staaten wider. Eine bedeutende Schenkung von Werken aus der Sammlung Herbert und Dorothy Vogel im Jahr 2008 erweiterte die Sammlung moderner und zeitgenössischer Kunst des Museums um Gemälde, Zeichnungen und Skulpturen von Will Barnet, Robert Barry, Lynda Benglis, Richard Tuttle und vielen anderen. Im Jahr 2021 wurde das MAM durch eine anonyme Schenkung von 201 Fotografien von Joel Meyerowitz zu einem Zentrum für die weitere Erforschung des Werks eines der ersten Fotografen, der in der Kunstfotografie von Schwarzweiß zu Farbe wechselte.

### Kunst der Native Americans
Das Montclair Art Museum wurde 1914 als öffentliche Kunstinstitution mit einer Sammlung historischer und zeitgenössischer indianischer Kunst aus ganz Nordamerika gegründet. Die Sammlung ist nach wie vor eine der wichtigsten Sammlungen indianischer Kunst im Nordosten und wird regelmäßig um neue Werke erweitert. Die Gründungssammlung des MAM wurde Ende des 19. und Anfang des 20. Jahrhunderts von drei Frauen aufgebaut: Der Mitbegründerin des Museums, Florence Rand Lang, ihrer Mutter Annie Valentine Rand und vor allem der in Pasadena ansässigen Händlerin Grace Nicholson. Während des gesamten 20. und 21. Jahrhunderts sammelte das Museum Werke zeitgenössischer indigener Künstler, und seit 1995 werden in den Ausstellungen Werke aus beiden Sammlungen gezeigt. Heute umfasst die Sammlung indigener Kunst und kultureller Objekte des MAM mehr als 4000 Werke, was einem Drittel der gesamten Sammlung des Museums entspricht.
Der Schwerpunkt der Sammlung liegt nach wie vor auf Werken indigener Frauen. Zu den Höhepunkten der Sammlung gehören Korbwaren und Insignien, insbesondere aus Kalifornien, Perlenarbeiten aus den Plains, Gemälde und Arbeiten auf Papier, geschnitztes Elfenbein aus der Beringsee-Region, Trachten der Seminolen und Muskogee, Navajo-Schmuck und Pueblo-Keramik.